# اندیس سنگ تزئینی خسروآباد
سنگ تزئینی خسرو آباد یک اندیس مصالح ساختمانی است که در حوالی شهر آوج استان قزوین قرار دارد و مادهٔ معدنی موجود در آن، سنگ تزئینی است.سنگ میزبان این اندیس سنگ آهک صورتی رنگ سازندقم است و دیرینگی آن به دوران الیگومیوسن می‌رسد. 